# Hornschuchia
Hornschuchia là chi thực vật có hoa trong họ Annonaceae.

## Phân bố
Các loài trong chi này có trong khu vực từ đông bắc đến đông nam Brasil.

## Các loài
- Hornschuchia alba (A.St.-Hil.) R.E.Fr., 1931
- Hornschuchia bryotrophe Nees, 1821
- Hornschuchia cauliflora Maas & Setten, 1988
- Hornschuchia citriodora D.M.Johnson, 1993
- Hornschuchia leptandra D.M.Johnson, 1995
- Hornschuchia lianarum D.M.Johnson, 1995
- Hornschuchia myrtillus Nees, 1821
- Hornschuchia obliqua Maas & Setten, 1988
- Hornschuchia polyantha Maas, 1986
- Hornschuchia santosii D.M.Johnson, 1995

## Lưu ý
Các danh pháp dưới đây là đồng âm khác nghĩa:
- Hornschuchia Spreng.,1822 = Manilkara (họ Sapotaceae).
- Hornschuchia Blume, 1823 = Cratoxylum (họ Hypericaceae).